# Эмини, Лорик
Лорик Эмини (алб. Lorik Emini; род. 29 августа 1999, Цуг, Швейцария) — косовский футболист, полузащитник лихтенштейнского клуба «Вадуц», выступающего в швейцарской Челлендж-лиге и национальной сборной Косово. Ранее, будучи уроженцем Швейцарии, выступал за юношеские сборные Швейцарии.

## Клубная карьера
29 сентября 2019 года Эмини впервые попал в заявку «Люцерна» на матч швейцарской Суперлиги, на игру с «Базелем». 1 декабря того же года он дебютировал на высшем уровне, в домашнем матче против «Санкт-Галлена», завершившемся поражением его команды со счетом 1:4, где он вышел на замену на 90-й минуте вместо своего соотечественника Идриза Воци.
1 июня 2023 года Эмини подписал рассчитанный на два сезона контракт с «Вадуцем».

## Карьера в сборной
В 2014 году Эмини выступал за сборные Швейцарии до 15 и 16 лет, проведя за них в общей сложности шесть матчей. 25 мая 2021 года Эмини получил вызов в сборную Косово для участия в товарищеских матчах со сборными Сан-Марино и Мальты. Семь дней спустя он дебютировал за Косово в товарищеском матче против Сан-Марино, выйдя на замену на 71-й минуте вместо Бесара Халими.